# Channa nox
Channa nox is een straalvinnige vissensoort uit de familie van de slangenkopvissen (Channidae). De wetenschappelijke naam van de soort is voor het eerst geldig gepubliceerd in 2002 door Zhang, Musikasinthorn & Watanabe.
De soort komt voor in China. Het holotype werd in 1999 aangetroffen op een markt in Hepu, nabij de stad Beihai in de regio Guangxi.
Het is een donkergekleurde vis zonder buikvinnen, met een oppervlakkige gelijkenis aan Channa asiatica.